# Socialisme du goulash
 (décembre 2022).
- Si vous ne connaissez pas le sujet, laissez ce bandeau (vous pouvez alors contacter les auteurs).
- Si vous supprimez le contenu mis en cause (vous pouvez préalablement contacter les auteurs),

argumentez précisément cette suppression dans la page de discussion
(un manque de référence n'est pas un argument ; une recherche réelle de référence doit avoir été effectuée, être formellement documentée).
 (avril 2019).
Si vous disposez d'ouvrages ou d'articles de référence ou si vous connaissez des sites web de qualité traitant du thème abordé ici, merci de compléter l'article en donnant les références utiles à sa vérifiabilité et en les liant à la section « Notes et références ».
L'expression « socialisme du goulash » est d'abord apparue dans les médias américains pour décrire le régime politique en œuvre en République populaire de Hongrie durant la Guerre froide. Elle désigne la politique instaurée dans la deuxième moitié des années 1950, après la fin du régime stalinien de Mátyás Rákosi et la répression de l'insurrection de Budapest. Cette politique, menée sous l'impulsion de János Kádár, est considérée comme plus tolérante que celle en vigueur dans les autres pays du bloc soviétique. Par métonymie, elle a pu aussi désigner d'autres périodes de libéralisation sociale et économique du « bloc socialiste » plus brèves, comme la « nouvelle voie » d'Imre Nagy, le « socialisme à visage humain » du voisin tchécoslovaque durant le printemps de Prague ou la courte période de détente de la Roumanie au début de la présidence Ceaușescu. La glasnost et la perestroïka de Mikhaïl Gorbatchev, mais aussi la nouvelle politique économique de Lénine, font partie de ce même courant politique. On trouve également dans certains ouvrages l'expression de « baraque la plus gaie du camp socialiste » par allusion aux camps de travail forcé,, qui permet de souligner le caractère tout relatif du « laxisme » attribué aux dirigeants du Parti socialiste ouvrier hongrois (PSOH) au pouvoir.

## Origine de l'expression
Bien que sous influence soviétique, le régime communiste hongrois fut perçu par certains de ses voisins comme plus libéral et permissif que d'autres pays du bloc soviétique. La politique de János Kádár, qui assouplit la dictature en réformant l'économie et certains aspects politiques du régime, en est tenue pour partie responsable. 
En 1968, Kádár lance une série de réformes économiques qui, tout en maintenant les principes du communisme soviétique, libéralisent plusieurs secteurs. Ces réformes permettent d'établir un certain consensus entre le Parti et la société et de donner à la Hongrie une stabilité et une prospérité relative mais réelle à la fin des années 1970, alors que la République populaire de Pologne est traversée par de nombreuses grèves. Ainsi, le projet politique de réformes baptisé Nouveau mécanisme économique permet à la Hongrie d'être exportatrice et de ne pas connaître de pénurie alimentaire quand, à la même période, les États communistes non réformateurs subissent de lourds revers économiques. 
De même, les conséquences de ces réformes telles que l'autonomie de gestion accordée aux kolkhozes permettent un climat un peu plus libéral que celui régnant dans les autres pays sous influence soviétique.
Ces conditions économiques favorables ne remettent pas en cause le caractère répressif du régime de Kádár, notamment en matière de libertés politiques. En effet, la plupart des libertés individuelles ne sont pas respectées (notamment les libertés d'expression et de circulation). Les difficultés économiques rattraperont par ailleurs le régime au milieu des années 1970.  Cependant, l'expression souligne l'exception économique que constitue la Hongrie et la relative autonomie politique du PSOH vis-à-vis de l'URSS.

### Sources
- François Fejtő (avec la collaboration d'Ewa Kulesza-Mielkowski), La fin des démocraties populaires, les chemins post-communistes, Paris, Seuil, 1992, 568 pages.
- Pierre Kende et Aleksander Smolar (dir.), La Grande Secousse : Europe de l'Est 1989/1990, Paris, CNRS Éditions, 1999, 235 pages.
- J.F. Soulet, Histoire comparée des États communistes de 1945 à nos jours, Paris, Armand-Colin, 1996, 404 pages.